# Dicranotopis sagata
Dicranotopis sagata är en insektsart som beskrevs av Logvinenko 1976. Dicranotopis sagata ingår i släktet Dicranotopis och familjen sporrstritar. Inga underarter finns listade i Catalogue of Life.